# Lingua kryts
La lingua kryts è una lingue caucasica nordorientale parlata in Azerbaigian.

## Distribuzione geografica
Secondo stime del 2007, la lingua kryts è parlata da 5.000 persone nel distretto di Quba, nella zona nordorientale dell'Azerbaigian.

### Dialetti e lingue derivate
Sono stati individuati dialetti diversi a seconda dei villaggi: Alyk, Dzhek, Kryts, Xaput (Khaput), Yergyudzh.

## Classificazione
Secondo Ethnologue, la classificazione completa della lingua kryts è la seguente:
- Lingue caucasiche settentrionali
  - Lingue caucasiche orientali
    - Lingue lesghiane
      - Lingue lesghiane nucleari
        - Lingue lesghiane meridionali
          - Lingua kryts

## Sistema di scrittura
La lingua kryts non dispone di un sistema di scrittura, perché è una lingua soltanto orale.